# マイケル・チャップマン
マイケル・チャップマン（Michael Chapman, 1935年12月21日 - 2020年9月20日）は、アメリカ合衆国の映画撮影監督。

## 略歴
ニューヨークに生まれ、マサチューセッツ州ウェルズリーで育った。コロンビア大学で英語を専攻した。
『真夜中の青春』（1970年）、『コールガール』（1971年）、『ゴッドファーザー』（1972年）などの作品でカメラ・オペレーターとしてキャリアをスタートさせた。
1973年、ハル・アシュビー監督の『さらば冬のかもめ』で撮影監督デビュー。その後『タクシードライバー』や『ラスト・ワルツ』、『レイジング・ブル』などマーティン・スコセッシの作品を多く撮影した。また、自身が撮影した作品に端役で出演していることが時々ある。
『テラビシアにかける橋』の撮影を最後に現役を引退した。
2020年9月20日、カリフォルニア州ロサンゼルスの自宅でうっ血性心不全のため死去。84歳没。

## 撮影作品
- さらば冬のかもめ The Last Detail (1973)
- タクシードライバー Taxi Driver (1976)
- ウディ・アレンのザ・フロント The Front (1976)
- SF/ボディ・スナッチャー Invasion of the Body Snatchers (1978)
- ラスト・ワルツ The Last Waltz (1978)
- マッド・フィンガーズ Fingers (1978)
- ハードコアの夜 Hardcore (1979)
- レイジング・ブル Raging Bull (1980)
- スティーブ・マーティンの 四つ数えろ Dead Men Don't Wear Plaid (1982)
- マイ・ライバル Personal Best (1982)
- トム・クルーズ/栄光の彼方に All the Right Moves (1983) 監督
- 2つの頭脳を持つ男 The Man with Two Brains (1983)
- ロストボーイ The Lost Boys (1987)
- 影なき男 Shoot to Kill (1988)
- 3人のゴースト Scrooged (1988)
- ゴーストバスターズ2 Ghostbusters II (1989)
- キンダガートン・コップ Kindergarten Cop (1990)
- クイック・チェンジ Quick Change (1990)
- ドク・ハリウッド Doc Hollywood (1991)
- ライジング・サン Rising Sun (1993)
- 逃亡者 The Fugitive (1993)
- 真実の行方 Primal Fear (1996)
- スペース・ジャム Space Jam (1996)
- 6デイズ/7ナイツ Six Days Seven Nights (1998)
- ストーリー・オブ・ラブ The Story of Us (1999)
- ザ・ウォッチャー The Watcher (2000)
- エボリューション Evolution (2001)
- サスペクト・ゼロ Suspect Zero (2004)
- 最高のともだち House of D (2004)
- テラビシアにかける橋 Bridge to Terabithia (2007)